# 카드 보안 코드

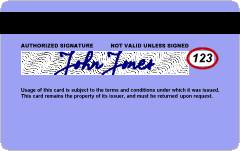
마스타카드, 비자카드, 디스커버 카드의 CVC번호는 뒷면 3자리이다.

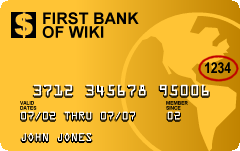
아메리칸 익스프레스의 CVC는 앞면 4자리이다.

카드 보안 코드(Card Security Code, CSC)는 신용카드, 체크카드, 선불카드, 직불 카드에 있는 보안 코드로  물리적으로 카드를 제시하지 않고 행해지는 거래에서 신용 카드 사기를 예방하기 위한 기능을 한다. 다른 말로는 카드 인증값(Card Verification Value. CVV), 카드 인증 코드(Card Verification Code, CVC) 등으로도 불린다.
CSC는 대개 카드 뒷면 서명란 끝의 3자리 숫자로 나타내며, 온라인 카드 거래시에 본인 확인을 위하여 해당 값을 입력하여야 한다.

## 이름
코드는 각기 다른 이름이 있다:
- "CAV": "card authentication value" – JCB
- "CID": "card ID", "card identification number", "card identification code" – Discover, American Express (카드 전면 4자리)[a][3]
- "CSC": "card security code" – 데빗 카드, American Express (카드 뒷면 세 자리)[3]
- "CVC": "card validation code" – Mastercard
- "CVD": "card verification data" – Discover
- "CVE": "Elo verification code" – Elo (브라질)
- "CVN": "card validation number" – UnionPay
- "CVV": "card verification value" – VISA

## 같이 보기
- 신용카드부정사용죄
- ISO 8583